# Taça Tupi 2019
La Taça Tupi 2019 è la sedicesima edizione della seconda divisione del campionato brasiliano di rugby a 15, si svolgerà dal 21 luglio al 25 settembre 2019. Solo tre squadre si sono iscritte al torneo.

## Squadre partecipanti
| Squadra     | Città          | Stato          |
| ----------- | -------------- | -------------- |
| Rio Branco  | San Paolo      | San Paolo      |
| BH Rugby    | Belo Horizonte | Minas Gerais   |
| Joaca Rugby | Florianópolis  | Santa Catarina |

La vincitrice del torneo si qualificherà per uno spareggio promozione/retrocessione contro una squadra del Super13.
Se campione sarà Joaca, il Repechage sarà contro il 6 ° posto del Gruppo Sul.
Se campione sarà BH Rugby o Rio Branco, il Repechage sarà contro il 6 ° posto del Gruppo Suleste.

## Incontri
| Belo Horizonte 28 settembre 2019 | BH Rugby | 12 – 67 | Joaca Rugby | UniBH Estoril |

| Belo Horizonte 5 ottobre 2019 | BH Rugby | 44 – 8 | Rio Branco | UniBH Estoril |

| Florianópolis 26 ottobre 2019 | Joaca Rugby | 60 – 0 | Rio Branco | UFSC Tapera |

Classifica
|  |    | Squadra     | G | V | N | P | PF  | PS  | P±  | B | Pt |
|  | -- | ----------- | - | - | - | - | --- | --- | --- | - | -- |
|  | 1. | Joaca Rugby | 2 | 2 | 0 | 0 | 127 | 12  | 115 | 2 | 10 |
|  | 2. | BH Rugby    | 2 | 1 | 0 | 1 | 56  | 75  | −19 | 1 | 5  |
|  | 3. | Rio Branco  | 2 | 0 | 0 | 2 | 8   | 104 | −96 | 0 | 0  |

Joaca Rugby Campione della Taça Tupie ammesso allo spareggio promozione contro la squadra del Top13 Charrua